# Martti Meinilä
Martti Henrikki Meinilä (* 10. November 1927 in Salla; † 2005) war ein finnischer Biathlet.
Martti Meinilä startete für Lahden Hiihtoseura. Er nahm an den 1960 in Squaw Valley erstmals ausgetragenen olympischen Biathlonwettbewerben teil. Mit der achtbesten Laufzeit von einer Stunde und 29:17,0 Minuten und fünf Schießfehlern, woraus zehn Strafminuten resultierten, platzierte sich der Finne auf dem achten von 30 Plätzen und war nach Silbermedaillengewinner Antti Tyrväinen zweitbester Finne des Rennens.